# Edouard Lizop
Pour les articles homonymes, voir Lizop.
Edouard Lizop, né le 25 juillet 1917 à Toulouse et mort le 21 novembre 1995 à Créteil, est un homme politique français, figure importante du catholicisme français,,.

## Activités
Il a été le fondateur, en 1948, du Secrétariat d'études pour la liberté de l'enseignement et la défense de la culture. La pression de Lizop et de ses partisans a contraint Michel Debré à modifier le libellé original de la loi scolaire afin que les enseignants des écoles catholiques puissent expliquer en classe leurs propres conceptions.
Il a, en 1960, fondé le CODIAM (Comité pour l'Organisation des Investissements Intellectuels, en Afrique et à Madagascar) et théorisé les "écoles de promotions collective" dont l'objet est de favoriser un enseignement endogène, orienté vers les besoins de la collectivité afin d'éviter l'exode des élites du Sud vers les pays industrialisés.
Edouard Lizop a également animé le groupe "Perspectives et Réalités" consacré au Tiers Monde, groupe de réflexion créé en soutien à Valéry Giscard d'Estaing puis collaboré au cabinet de divers ministres, notamment d'Edgar Faure, alors ministre de l'éducation nationale.